# Akibumia
Akibumia is een geslacht van weekdieren uit de klasse van de Gastropoda (slakken).

## Soorten
- Akibumia flexibilis Kuroda & Habe in Kuroda, 1959
- Akibumia orientalis (Schepman, 1909)